# Mourad (pianiste)
Pour les articles homonymes, voir Mourad.
Mourad Tsimpou, Mourad Yssouf ou simplement Mourad, né le 29 septembre 2004 
à Marseille et mort le 29 juin 2024 à Paris, est un pianiste et chanteur français.

## Biographie

### Débuts
Mourad Tsimpou Yssouf, né le 29 septembre 2004,, est originaire du quartier de La Castellane à Marseille et deuxième d'une fratrie de cinq enfants. Il est repéré en février 2015 (à l'âge de 11 ans) par Marianne Suner, musicienne à Marseille, artiste associée du VOC, qui l'accompagnera jusqu'en septembre 2020. Il se fait connaître en 2018, à l'âge de 14 ans, à la suite d'une vidéo publiée sur Twitter et devenue virale. Faite à son insu alors qu'il est au piano à l'hôpital de la Timone, la vidéo tournée par l'internaute Rayan Guerra fait le tour du monde.
Repéré par André Manoukian et la maire-adjointe de Marseille Samia Ghali, il se voit offrir un piano, puis signe dans la foulée un contrat avec Universal Music France, au sein du label Decca Records.

### Carrière
En 2021, il est invité au Stade de France pour la finale du Top 14 et interprète La Marseillaise en ouverture du match. 
À la fin de la prestation, suivi par une équipe de reportage de télévision, il déclare puis fond en larmes :

« J'espère que ma maman, elle, est fière de moi. »

Son premier album, Prémices, sort en 2019 et comporte ses premières compositions, mais également des improvisations sur des thèmes célèbres de musique classique. La promotion du disque est accompagnée d’un clip tourné au stade Vélodrome.
Il annonce également la sortie de son second album, Petit frère, sur lequel le pianiste se met à la chanson et au rap.

### Mort
Il meurt le 29 juin 2024, à l'hôpital Necker-Enfants malades à Paris 15e, des suites d'une maladie rare au foie dont il souffrait depuis l'enfance,.

## Collaborations
- 2019 : André Manoukian - Songe
- 2019 : André Manoukian - Karthala
- 2019 : Soprano - Fragile (Live Session)
- 2021 : Léa Castel - Amour à la haine
- 2021 : Alonzo - CAPO
- 2021 : Jok'Air - Partir